# Kameralvidenskab
Kameralvidenskab er en ældre betegnelse for statskundskab, eller benævnelsen for de kundskaber, som en embedsmand i kameralforvaltningen havde brug for.

## Baggrund
Udtrykket stammer fra Tyskland, hvor det kom i almindelig brug i begyndelsen af det 18. århundrede til betegnelse af al den viden, en god røgtelse af "kammeret" kræver; Kammeret (fra latin "Camera"), var oprindelig den embedsmandsstab, der bestyrede fyrstens privatkasse, gled efterhånden, da med de stigende udgifter fyrstens halvt private husholdning, antog en mere offentlig karakter, over til at omfatte de institutioner, kollegier og lignende (Rentekammeret etc.), der var knyttede til statskassens forvaltning; idet kameralforvaltningens genstand således var domæner, regaler, skatter og andre statsindtægter, måtte der af dens embedsmænd fordres kendskab til landbrug, skovbrug, bjergværksdrift og andre næringsveje, i det hele taget en indgående forståelse af de enkelte indtægtskilders natur; alt det skulle kameralvidenskaben uddanne embedsmændene i.

## Historie
Kameralismen falder i tre faser, en tidlig, en mellem- og en sen fase.

### Tidlige fase
Kameralismen udsprang i midten af det 16. århundrede. Fra tidligere alene at have beskæftiget sig med domæner og regaler udviklede den økonomiske forvaltning sig nu til tillige at omfatte overvågning og regulering af samfundets økonomiske liv. Udtrykket "Polizei" betegner denne nye myndighed til varetagelse af overvågningen. Endvidere skete der en forandring af embedsstandens kår: fra tidligere at have været dårligt lønnet og ofte med karakter af en bibeskæftigelse udviklede der sig nu en ny slags embedsmænd, rimeligt vellønnede og fast beskæftigede, ofte rekrutterede fra adel og borgerskab og ofte med en juridisk uddannelse. Kendetegnende var, at der forfattedes en juridisk skattelitteratur og gav praktiske svar på konkrete økonomiske spørgsmål ofte i form af bestilte memoranda. Blandt disse tidlige kameralister regnes M.v. Osse (1506-1557), G. Obrecht (1547-1612), Chr. Besold (1577-1638), J. Bornitz (1560-1625), K. Klock (1583-1655), M. Faust og H. Conring (1606-1681).

### Mellemste fase
I midten af 1600-tallet, efter 30-årskrigen, udviklede kameralismen sig til en politisk teori: staten var absolut og teokratisk (et kongedømme af Guds nåde), hvilket ubetinget retfærdiggjorde statens ret til at gribe ind i den private retsfære og i de økonomiske forhold. Den økonomiske tænkning rettede sig mere udpræget imod måder til at sikre samfundets økonomiske fremgang og tiltag til fremme heraf. Typisk for tiden var adskillelsen mellem et egentligt rentekammer og et kommercekollegium, der fik til formål at udtænke støtte for manufakturer, fabrikker og handel. Tiden kendetegnedes af både teoretiske og praktiske tiltag. I 1727 oprettede Frederik Vilhelm 1. af Preussen i Halle og Frankfurt lærestole i økonomi og kameralvidenskab, og i Kaiserslautern opstod der endog en selvstændig kameralistisk højskole. Blandt tidens kameralistiske forfattere kan nævnes J.J. Becher (1635-1682), E.L. Carl (1682-1743), Justus Christoph Dithmar (1678-1737), S.P. Gasser (1676-1745), Philipp Wilhelm von Hornick (1640-1714), Th.L. Lau (1670-1740), J.G. Leib (1670-1727), Julius Bernhard von Rohr (1688-1742), Friedrich Heinrich von Seckendorff (1626-1692) og Wilhelm von Schröder (1640-1688).

### Sene fase
En tredje fase i kameralismen udviklede sig i begyndelsen af 1700-tallet og viste sig blandt andet som et bredere gennemslag ved universiteterne. Blandt denne tids kameralister kan nævnes J.G. Darjes (1714-1791), J.F. Pfeiffer (1718-1787) Joseph von Sonnenfels (1733-1817), J.H. Jung-Stilling (1740-1817), G.H. Zincke og J.H.G. v. Justi.

### Kameralismen som teori
Kendetegnende for denne udvikling er, at begrebet kameralvidenskab ikke er fast afgrænset: det flyttede grænser med de toneangivende videnskabsmænds og de forskellige tidskravs skiften. Georg Heinrich Zincke definerede det, i sin lærebog fra 1755 om kameralvidenskab, som den videnskab, der må til for at lære alle næringsforhold at kende, og som derfor kan anvise veje til at lade landets erhverv blomstre; den bestaar da af teknologi, "Politividenskab", hvilket nærmest vil sige forvaltning, økonomik og finansvidenskab eller kameralvidenskab i snæver forstand; Johann Heinrich Gottlob von Justi drager statslære med ind i kameralvidenskabens område. Karl Heinrich Rau’s skrift om kameralvidenskaben Über die Kameralwissenschaft Entwicklung ihres Wesens und ihrer Theile  (1825) bidrager til at rede denne videnskabs højst uensartede bestanddele ud fra hinanden; af dens praktiske lære udvikler sig den egentlig nationaløkonomi, idet synspunktet efterhånden forflyttes fra den regerende fyrstes til hele det økonomiske samfunds stade. Man kan derfor ikke betragte kameralismen som en økonomisk teori i gæng forstand men må snarere se den som et system af overvejelser og tiltag kredsende omkring et fælles mål: at udvikle den enevældige stats økonomi til gavn for statsfinanserne. Kendetegnende var, at der skete en systematisering af økonomividenskaben.
Kameralismen var egentlig udsprunget af merkantilismen men afveg i visse henseender fra denne: hvor merkantilismen fik sit tyngdepunkt i de europæiske kystnære stater især England og Frankrig og ikke mindst dyrkede friheden, privatøkonomien, søhandel og oprettelse af kolonier, afveg især den tyske kameralisme sig herfra ved at være tilpasset de absolutte statsdannelser i Mellemeuropa og med et autarkisk præg: man satsede på en udbygning af den indre produktion og afsætning og mindst mulig samhandel.

## Kameralvidenskab i Danmark
I Danmark var Johann Friedrich Struensee den første der prøvede at indføre vidtgående reformer baseret på kameralvidenskaben. Blandt andet ansatte han i 1770 professor Johan Christian Fabricius i økonomi og kameralvidenskab ved Københavns Universitet; Pontoppidan definerer kameralvidenskab som forvaltningslære; også Sorø Akademi varetog de kameralistiske interesser f.eks. med Andreas Schyttes skrift Om Staternes indvortes Regering.
En kameralist er således en højtstående embedsmand eller professor. I slutningen af det 18. århundrede var der tale om at indføre en kameralistisk eksamen, en 1833 nedsat kommission fik samme tanke til nærmere overvejelse; den Kameralvidenskab der her foresvævede administrationen, var nærmest knyttet til "Kammervæsen" (jævnfør Jacob Mandix, Om det danske Kammervæsen 1820) -— endnu den gammeldags med statsøkonomi og polyteknik vævede ind i hinanden; det sidste fag blev imidlertid udskilt, da der ved kongelig resolution af 1848 oprettedes en statsvidenskabelig eksamen ved Københavns Universitet. Udtrykket kameralvidenskab gled ud af brug omkring år 1900 og blev efterhånden helt erstattet af statsvidenskab.